# Amazophrynella
Amazophrynella – rodzaj płazów bezogonowych z rodziny ropuchowatych (Bufonidae).

## Zasięg występowania
Takson ten występuje w całej Amazonii, od niskich do średnich wysokości w Brazylii, Peru, Ekwadorze, Kolumbii, Wenezueli, Gujanie i Gujanie Francuskiej oraz prawdopodobnie w Surinamie i Boliwii.

## Systematyka
Rodzaj zdefiniował w 2012 roku międzynarodowy zespół herpetologów (Francuz Antoine Fouquet, Brazylijczycy Renato de Sousa Recoder, Mauro Teixeira, José Cassimiro, Renata Cecília Amaro, Agustín Camacho, Roberta Pacheco Damasceno, Ana Carolina Carnaval i Miguel Trefaut Rodrigues oraz Australijczyk Craig Moritz) w artykule poświęconym filogenezie molekularnej i analizach morfometrycznych gatunków z rodzaju Dendrophryniscus z Amazonii i Mata Atlântica, opublikowanym w czasopiśmie Molecular Phylogenetics and Evolution. Gatunkiem typowym jest (oryginalne oznaczenie) A. minuta. Jednak nazwa – Amazonella – okazała się młodszym homonimem rodzaju pajęczaków opisanego w 1931 roku, dlatego autorzy nazwy rodzajowej płazów nadali mu w 2012 roku nową nazwę – Amazophrynella.

### Etymologia
- Amazonella: Amazonia; łac. przyrostek zdrabniający -ella[2].
- Amazophrynella: Amazonia; gr. φρυνη phrunē, φρυνης phrunēs ‘ropucha’; łac. przyrostek zdrabniający -ella[1].

### Podział systematyczny
Fouquet i współpracownicy sugerują, że rodzaj ten jest taksonem siostrzanym dla Dendrophryniscus. Do rodzaju należą następujące gatunki:
- Amazophrynella amazonicola Rojas-Zamora, Carvalho, Ávila, Farias, Gordo & Hrbek, 2015
- Amazophrynella bilinguis Kaefer, Rojas-Zamora, Ferrão, Farias & Lima, 2019
- Amazophrynella bokermanni (Izecksohn, 1994)
- Amazophrynella gardai Mângia, Koroiva & Santana, 2020
- Amazophrynella javierbustamantei Rojas, Chaparro, Carvalho, Ávila, Farias, Hrbek & Gordo, 2016
- Amazophrynella manaos Rojas, Carvalho, Ávila, Farias & Hrbek, 2014
- Amazophrynella matses Rojas, Carvalho, Ávila, Farias, Gordo & Hrbek, 2015
- Amazophrynella minuta (Melin, 1941)
- Amazophrynella moisesii Rojas-Zamora, Fouquet, Ron, Hernández-Ruz, Melo-Sampaio, Chaparro, Vogt, Carvalho, Pinheiro, Ávila, Farias, Gordo & Hrbek, 2018
- Amazophrynella siona Rojas-Zamora, Fouquet, Ron, Hernández-Ruz, Melo-Sampaio, Chaparro, Vogt, Carvalho, Pinheiro, Ávila, Farias, Gordo & Hrbek, 2018
- Amazophrynella teko Rojas-Zamora, Fouquet, Ron, Hernández-Ruz, Melo-Sampaio, Chaparro, Vogt, Carvalho, Pinheiro, Ávila, Farias, Gordo & Hrbek, 2018
- Amazophrynella vote Ávila, Carvalho, Gordo, Kawashita-Ribeiro & Morais, 2012
- Amazophrynella xinguensis Rojas-Zamora, Fouquet, Ron, Hernández-Ruz, Melo-Sampaio, Chaparro, Vogt, Carvalho, Pinheiro, Ávila, Farias, Gordo & Hrbek, 2018